# Franz-Josef Wuermeling

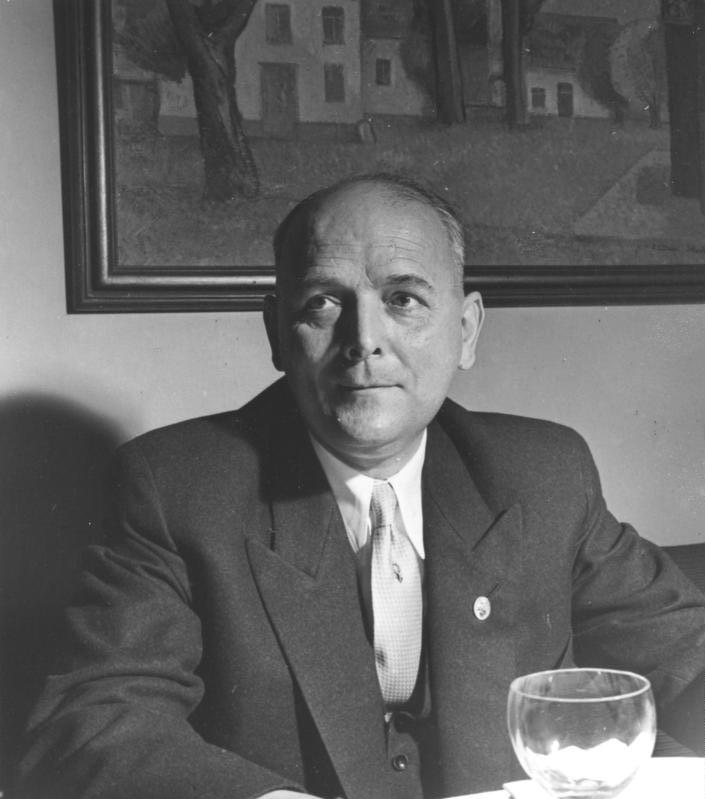
Franz-Josef Wuermeling (1950)

Franz-Josef Wuermeling (* 8. November 1900 in Charlottenburg [heute Berlin]; † 7. März 1986 in Münster) war ein deutscher Politiker (CDU). Er war von 1953 bis 1962 Familienminister der Bundesrepublik Deutschland. Sein Name ging umgangssprachlich in den „Wuermeling-Pass“ ein, mit dem kinderreiche Familien vergünstigt Bahn fahren konnten.

## Ausbildung und Beruf
Wuermeling war der Sohn des Zentrumspolitikers, Ministerialbeamten und späteren Oberpräsidenten von Westfalen Bernhard Wuermeling. Nach dem Abitur am Gymnasium Marianum in Warburg 1918 leistete Wuermeling noch drei Monate Kriegsdienst bei der Kaiserlichen Marine. Dann absolvierte er ein Studium der Rechtswissenschaft und der Volkswirtschaftslehre an der Westfälischen Wilhelms-Universität Münster, der Universität Hamburg und der Albert-Ludwigs-Universität Freiburg, das er 1922 mit dem 1. Staatsexamen abschloss. 1921 promovierte er zum Dr. rer. pol., 1925 legte er das 2. Staatsexamen ab und begann eine Beamtenlaufbahn im preußischen Staatsdienst.
Seit 1926 war er im preußischen Ministerium des Innern tätig (ab 1928 als Regierungsrat). Von 1931 bis 1939 war er Landesrat und Finanzdezernent der Provinzialverwaltung der preußischen Provinz Hessen-Nassau in Kassel. 1939 wurde er aus politischen Gründen zwangspensioniert. Er war dann von 1940 bis 1947 in den Basalt- und Asphalt-Unternehmungen des Werhahn-Konzerns tätig, ab 1945 als Vorstandsmitglied der Basalt-AG in Linz am Rhein. 1945 war er außerdem kurzzeitig Bürgermeister von Linz am Rhein.
Franz-Josef Wuermeling war verheiratet und hatte fünf Kinder. Er war Vater des Rechtsmediziners Hans-Bernhard Wuermeling sowie des zeitweiligen Landrats des Landkreises Limburg-Weilburg Georg Wuermeling und damit Großvater des ehemaligen Staatssekretärs im Bundeswirtschaftsministerium und jetzigen Vorstandsmitglieds der Deutschen Bundesbank Joachim Wuermeling.

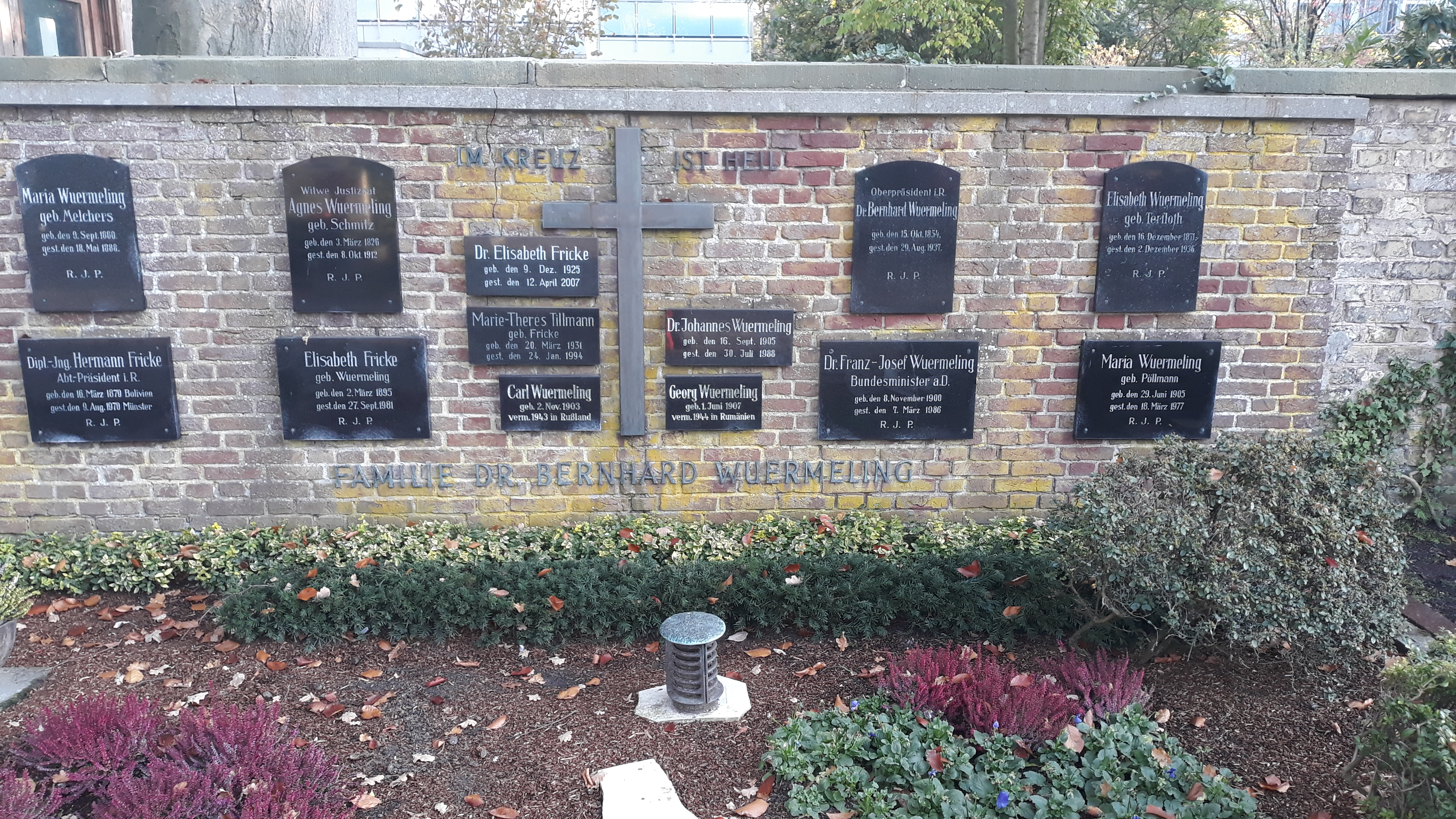
Das Grab von Franz-Josef Wuermeling im Familiengrab auf dem Zentralfriedhof Münster.

## Partei
Seit 1945 war Wuermeling Mitglied der CDU. Von 1949 bis 1968 war er Mitglied im Landesvorstand der CDU Rheinland-Pfalz.

## Abgeordneter und Staatssekretär
Wuermeling war 1946/47 Mitglied der Beratenden Landesversammlung des Landes Rheinland-Pfalz und gehörte von 1947 bis 1951 dem Rheinland-Pfälzischen Landtag an.
Von 1949 bis 1969 war er Mitglied des Deutschen Bundestages und ist stets als direkt gewählter Abgeordneter des Wahlkreises Altenkirchen bzw. Neuwied (1965) in den Bundestag eingezogen.
1952 gehörte Wuermeling zu einer Gruppe von Abgeordneten der CDU/CSU-Fraktion, die einen Gesetzentwurf zur Einführung des relativen Mehrheitswahlrechts in den Bundestag einbrachten und damit auch den Bestand der Koalition mit FDP und DP gefährdeten.
Von 1947 bis 1949 war er Staatssekretär im Ministerium des Innern des Landes Rheinland-Pfalz. Vom 12. Oktober 1949 bis 14. Januar 1951 wurde er dann mit der Wahrnehmung der Aufgaben eines Staatssekretärs (Chef des Bundeskanzleramtes) im Bundeskanzleramt beauftragt.

## Minister im Kabinett Adenauer

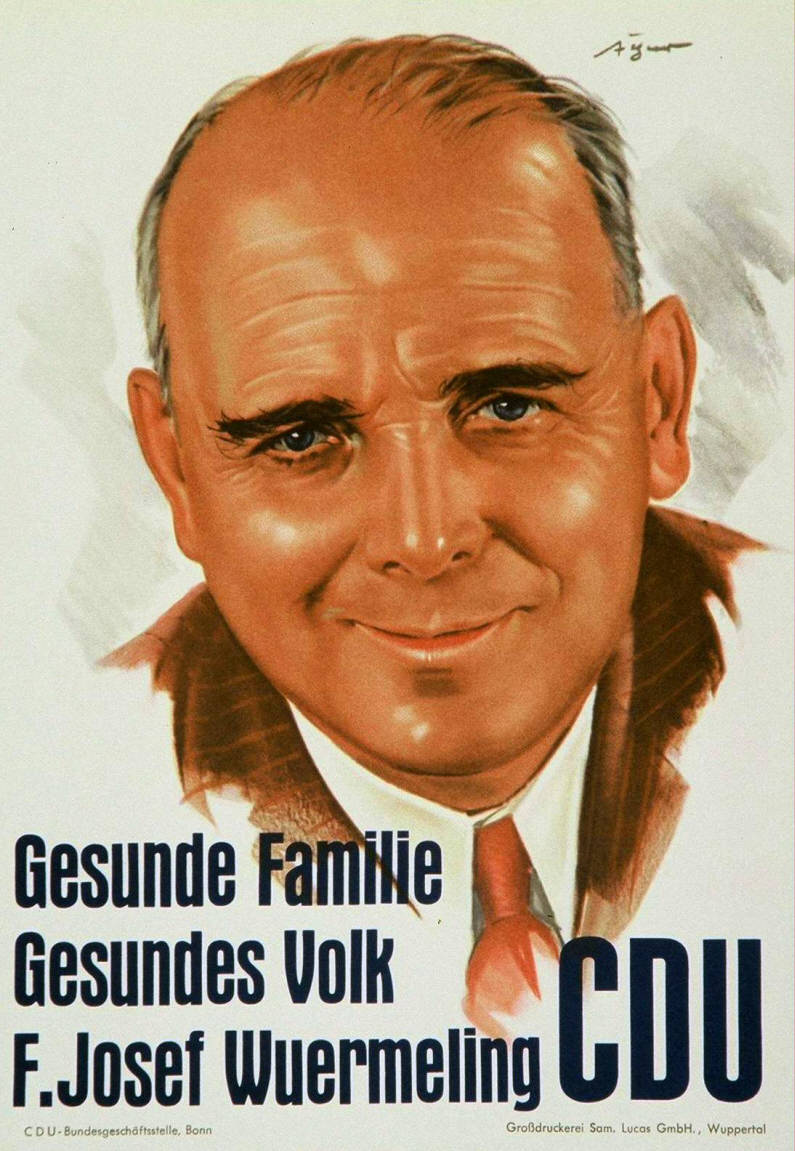
Wahlplakat mit Franz-Josef Wuermeling (1957)

Nach der Bundestagswahl 1953 wurde er am 20. Oktober 1953 als Bundesminister für Familienfragen in die von Bundeskanzler Konrad Adenauer geführte Bundesregierung berufen. Nach der Bundestagswahl 1957 wurde sein Ministerium umbenannt in Bundesministerium für Familien- und Jugendfragen. Anlässlich der Kabinettsneubildung nach der Spiegel-Affäre schied Wuermeling am 11. Dezember 1962 aus der Bundesregierung aus. Während seiner Amtszeit war Wuermeling der stellvertretende Vertreter des Bundeskabinetts beim Ältestenrat des Bundestags.

## Politisches Wirken
Sein Ministerium erklärte Wuermeling bei Amtsantritt zur Abwehrinstanz gegen die Gleichberechtigung der Frau. Bei seinem Eintreten für Sitte, Anstand und Jugendschutz forderte er in einer Rede zum Filmwesen eine „Volkszensur“, ignorierte interfraktionelle Absprachen und zog sich im Dezember 1959 eine Rüge durch Bundeskanzler Adenauer im Kabinett zu.
Er setzte sich für das 1957 erlassene Gesetz zu Fahrpreisermäßigungen bis ggf. zum 25. Lebensjahr von Kindern aus kinderreichen Familien ein. Der entsprechende Berechtigungsausweis, mit dem bis 1992 für die Kinder vergünstigte Fahrkarten erworben werden konnten, ist noch heute unter anderem als Wuermeling bekannt.

## Laienvereinigungen
Wuermeling war Mitglied der katholischen Studentenverbindung VKDSt Saxonia Münster im CV und 1919 Mitbegründer der katholischen Studentenverbindung K.D.St.V. Wiking Hamburg im CV. Seit der Zeit in Linz war er außerdem Mitglied der K.D.St.V. Borusso-Westfalia Bonn im CV.
Er war zwischen 1950 und 1964 stellvertretender Leiter der katholischen Laienvereinigung Fides Romana, die ihren Sitz in Köln hatte.
Als Autor und Tagungsredner engagierte er sich in den 1950er Jahren für den Volkswartbund.

## Ehrungen
1958 wurde ihm das Großkreuz des Verdienstordens der Bundesrepublik Deutschland verliehen.

## Werke
- Acht Jahre Familienpolitik. München 1961
- Familie – Gabe und Aufgabe. Luthe-Verlag, Köln 1963.
- Ausserschulische Erziehung in einer freien Welt. Luthe-Verlag, Köln 1963.
- Die Familie fördern: Löst endlich das Wohnungsproblem. Wien 1963.